# Barrington Hills
Barrington Hills es una villa ubicada en el condado de Cook en el estado estadounidense de Illinois. En el Censo de 2010 tenía una población de 4209 habitantes y una densidad poblacional de 57,97 personas por km².

## Geografía
Barrington Hills se encuentra ubicada en las coordenadas 42°8′19″N 88°12′11″O / 42.13861, -88.20306. Según la Oficina del Censo de los Estados Unidos, Barrington Hills tiene una superficie total de 72.61 km², de la cual 71.03 km² corresponden a tierra firme y (2.17%) 1.58 km² es agua.

## Demografía
Según el censo de 2010, había 4209 personas residiendo en Barrington Hills. La densidad de población era de 57,97 hab./km². De los 4209 habitantes, Barrington Hills estaba compuesto por el 91.21% blancos, el 0.76% eran afroamericanos, el 0.02% eran amerindios, el 6.46% eran asiáticos, el 0% eran isleños del Pacífico, el 0.48% eran de otras razas y el 1.07% pertenecían a dos o más razas. Del total de la población el 2.71% eran hispanos o latinos de cualquier raza.